# Will Cherry
Will Cherry (* 8. Februar 1991 in Oakland, Kalifornien) ist ein US-amerikanischer Basketballspieler. Nach dem Studium in seiner Heimat bemühte sich Cherry über die NBA Summer League und die NBA Development League um ein Engagement in der am höchsten dotierten Profiliga NBA, wo er zu Beginn der Saison 2014/15 acht Einsätze für die Cleveland Cavaliers hatte. Nach dem Ende dieses Engagements setzte er zunächst seine Karriere in Europa fort, wo er mit dem litauischen Meister Žalgiris Kaunas deren Titel verteidigte und das nationale Double gewann. Zur folgenden Basketball-Bundesliga 2015/16 wechselte Cherry zum deutschen Erstligisten Alba Berlin, den er auch beim BBL All-Star Game dieser Liga vertritt.

## Karriere
In seinem Senior-Jahr an der High School gewann Cherry mit der Schulmannschaft der McClymonds High School aus seiner Geburtsstadt ungeschlagen die kalifornischen Staatsmeisterschaften 2008 und wurde als MVP ausgezeichnet. Anschließend begann er ein Studium an der University of Montana – Missoula im gleichnamigen Ort, an der er ab 2009 für die Hochschulmannschaft Grizzlies unter anderem zusammen mit Brian Qvale in der Big Sky Conference der NCAA spielte. Gleich in der Freshman-Season von Cherry gelang der erste Turniersieg von Trainer Wayne Tinkle im Big Sky Tournament 2010, was den siebten Turniersieg der Grizzlies in diesem Wettbewerb insgesamt bedeutete. Beim Finalerfolg siegte die Mannschaft mit einem Punkt Unterschied über den traditionellen Rivalen und Gastgeber Wildcats der Weber State University, der von dem ebenfalls aus Oakland stammenden, knapp ein Jahr älteren Damian Lillard angeführt wurde, der es später dauerhaft in die NBA schaffte. Das erste Spiel im landesweiten NCAA-Endrundenturnier 2010 verlor man dann trotz eines Double-doubles von Qvale gegen die stärker eingeschätzten Lobos der University of New Mexico mit sechs Punkten Differenz. Eine weitere NCAA-Endrundenteilnahme verpasste man im Jahr darauf nach der Finalniederlage im Big Sky Tournament gegen die Bears der University of Northern Colorado und verlor auch bei der erstmaligen Teilnahme am College Basketball Insider (CBI) Tournament bereits in der ersten Runde. Ohne Qvale reichte es 2012 und 2013 zu zwei weiteren Big Sky-Turniersiegen im Finale gegen Weber State. Die Auftaktspiele in der NCAA-Endrunde gegen die Badgers der University of Wisconsin 2012 und die Orangemen der Syracuse University 2013 gingen dann jedoch sehr deutlich verloren. Bis auf seine erste Saison als Freshman wurde Cherry immer in das Big Sky First Team der fünf besten Spieler der Conference gewählt, zweimal als „Defensive Player of the Year“ der Big Sky ausgezeichnet und rangiert in den ewigen Bestenlisten der Grizzlies unter den Top Ten bei erzielten Punkten und Korbvorlagen sowie Ballgewinnen, wobei letztere Kategorie er auch als Bester anführt.
Während Lillard in der NBA-Draft 2012 in der ersten Runde der direkte Sprung in die NBA gelungen war, wurde Cherry ein Jahr später hingegen nicht in der Entry Draft der am höchsten dotierten Profiliga ausgewählt. Stattdessen bemühte er sich über die NBA Summer League 2013 bei den New Orleans Pelicans, wo er zusammen mit NBA-Sophomore Darius Miller spielte. Cherry bekam jedoch keinen Vertrag für die Saison und schloss sich im Februar 2014 den Charge aus Canton (Ohio) in der Minor League der NBA Development League (D-League) an, dem Farmteam der Cleveland Cavaliers. Die Charge schieden jedoch am Saisonende erneut in der ersten Play-off-Runde um die Meisterschaft der D-League aus. Im Sommer 2014 bekam Cherry dann nach der Summer League mit den Cavaliers nicht am Eriesee in Cleveland, sondern in Toronto am Ontariosee einen Vertrag bei den Raptors, die ihn jedoch am Ende der Saisonvorbereitung Ende Oktober 2014 bereits wieder entließen. Zum Start der Saison eine Woche später nahmen ihn schließlich doch die Cavaliers unter Vertrag und setzten ihn bis Ende November in acht Spielen in der Saison 2014/15 ein, bevor auch dieser Vertrag wieder beendet wurde. Anschließend ging Cherry nach Europa und wurde vom litauischen Meister Žalgiris aus Kaunas verpflichtet, mit dem er im höchstrangigen europäischen Vereinswettbewerb EuroLeague 2014/15 die zweite Gruppenphase der 16 besten Mannschaften erreichte. Nach fünf Siegen in 14 Spielen, darunter ein Heimsieg gegen den damaligen deutschen Vizemeister Alba Berlin, schied man hier jedoch aus. Nach dem Gewinn des nationalen Pokalwettbewerbs konnte die Mannschaft jedoch den Meisterschaftstitel in Litauen 2015 überlegen in der Finalserie gegen den Erzrivalen Lietuvos rytas Vilnius verteidigen. Zur folgenden Saison bekam Cherry einen Einjahresvertrag bei Alba Berlin in der deutschen Hauptstadt. Mit den Berlinern konnte Cherry zwar nur im Eurocup 2015/16 antreten; dort erreichte die Mannschaft jedoch die zweite Gruppenphase. Nach der Hinrunde der Basketball-Bundesliga 2015/16 rangierte er mit seiner Mannschaft auf dem zweiten Platz hinter Titelverteidiger Brose Baskets und wurde zum BBL All-Star Game eingeladen.